# Finnträsket (Byske socken, Västerbotten)
Finnträsket är en sjö i Skellefteå kommun i Västerbotten och ingår i Åbyälven-Byskeälvens kustområde. Sjön har en area på 1,26 kvadratkilometer och ligger 81 meter över havet. Sjön avvattnas av vattendraget Finnträskån, som rinner ut i Tåmälven.

## Delavrinningsområde
Finnträsket ingår i det delavrinningsområde (723192-174459) som SMHI kallar för Utloppet av Finnträsket. Medelhöjden är 101 meter över havet och ytan är 10,69 kvadratkilometer. Det finns ett avrinningsområde uppströms, och räknas det in blir den ackumulerade arean 29,71 kvadratkilometer. Avrinningsområdets utflöde, Tåmälven via Finnträskån, mynnar i havet. Avrinningsområdet består mestadels av skog (51 procent), öppen mark (11 procent) och jordbruk (13 procent). Avrinningsområdet har 1,25 kvadratkilometer vattenytor vilket ger det en sjöprocent på 11,7 procent. Bebyggelsen i området täcker en yta av 0,3 kvadratkilometer eller 3 procent av avrinningsområdet.